# Arsenal FC in het seizoen 2019/20
Dit artikel beschrijft de prestaties van de Engelse voetbalclub Arsenal FC in het seizoen 2019–2020.

## Resultaten
Een overzicht van de competities waaraan Arsenal dit seizoen deelneemt.
| Premier League | FA Cup  | League Cup   | Europa League |
| -------------- | ------- | ------------ | ------------- |
|                |         |              |               |
| 8e plaats      | Winnaar | Vierde ronde | 1/16e finale  |

## Selectie
| Nr            | Naam                      | Nationaliteit         | Geboortedatum | Sinds | Vorige club              |
| ------------- | ------------------------- | --------------------- | ------------- | ----- | ------------------------ |
| Keepers       |                           |                       |               |       |                          |
| 1             | Bernd Leno                | Duitsland             | 04-03-1992    | 2018  | Bayer Leverkusen         |
| 26            | Emiliano Martínez         | Argentinië            | 02-09-1992    | 2010  | Eigen Jeugd              |
| 33            | Matt Macey                | Engeland              | 09-09-1994    | 2013  | Eigen Jeugd              |
| Verdedigers   |                           |                       |               |       |                          |
| 2             | Héctor Bellerín           | Spanje                | 19-03-1995    | 2011  | Eigen Jeugd              |
| 3             | Kieran Tierney            | Schotland             | 05-06-1997    | 2019  | Celtic FC                |
| 5             | Sokratis Papastathopoulos | Griekenland           | 09-06-1988    | 2018  | Borussia Dortmund        |
| 16            | Rob Holding               | Engeland              | 12-09-1995    | 2016  | Bolton Wanderers         |
| 17            | Cédric Soares             | Portugal              | 31-08-1991    | 2020  | Southampton FC           |
| 20            | Shkodran Mustafi          | Duitsland             | 17-04-1992    | 2016  | Valencia CF              |
| 21            | Calum Chambers            | Engeland              | 20-01-1995    | 2014  | Southampton FC           |
| 22            | Pablo Marí                | Spanje                | 31-08-1993    | 2020  | CR Flamengo              |
| 23            | David Luiz                | Brazilië              | 22-04-1987    | 2019  | Chelsea FC               |
| 31            | Sead Kolasinac            | Bosnië en Herzegovina | 20-06-1993    | 2017  | FC Schalke 04            |
| Middenvelders |                           |                       |               |       |                          |
| 8             | Dani Ceballos             | Spanje                | 07-08-1996    | 2019  | Real Madrid              |
| 10            | Mesut Özil                | Duitsland             | 15-10-1988    | 2013  | Real Madrid              |
| 11            | Lucas Torreira            | Uruguay               | 11-02-1996    | 2018  | Sampdoria                |
| 15            | Ainsley Maitland-Niles    | Engeland              | 29-08-1997    | 2003  | Eigen Jeugd              |
| 28            | Joe Willock               | Engeland              | 20-08-1999    | 20??  | Eigen Jeugd              |
| 29            | Mattéo Guendouzi          | Frankrijk             | 14-04-1999    | 2018  | FC Lorient               |
| 34            | Granit Xhaka              | Zwitserland           | 27-09-1992    | 2016  | Borussia Mönchengladbach |
| 77            | Bukayo Saka               | Engeland              | 05-09-2001    | 20??  | Eigen Jeugd              |
| Aanvallers    |                           |                       |               |       |                          |
| 9             | Alexandre Lacazette       | Frankrijk             | 28-05-1991    | 2017  | Olympique Lyon           |
| 14            | Pierre-Emerick Aubameyang | Gabon                 | 18-06-1989    | 2018  | Borussia Dortmund        |
| 19            | Nicolas Pépé              | Ivoorkust             | 29-05-1995    | 2019  | Lille OSC                |
| 24            | Reiss Nelson              | Engeland              | 10-12-1999    | 2007  | Eigen Jeugd              |
| 30            | Eddie Nketiah             | Engeland              | 30-05-1999    | 2015  | Eigen Jeugd              |
| 35            | Gabriel Martinelli        | Brazilië              | 18-06-2001    | 2019  | Ituano FC                |

- = Aanvoerder

### Technische staf

#### Tot 29/11/2019
| Functie         | Naam                | Nationaliteit |
| --------------- | ------------------- | ------------- |
| Coach           | Unai Emery          | Spanje        |
| Assistent-coach | Juan Carlos Carcedo | Spanje        |
| Assistent-coach | Freddie Ljungberg   | Zweden        |
| Keeperstrainer  | Javi Garcia         | Spanje        |

#### Van 30/11/2019 tot 21/12/2019 (interim)
| Functie         | Naam              | Nationaliteit |
| --------------- | ----------------- | ------------- |
| Coach           | Freddie Ljungberg | Zweden        |
| Assistent-coach | Per Mertesacker   | Duitsland     |

#### Van 22/12/2019
| Functie         | Naam               | Nationaliteit |
| --------------- | ------------------ | ------------- |
| Coach           | Mikel Arteta       | Spanje        |
| Assistent-coach | Freddie Ljungberg  | Zweden        |
| Assistent-coach | Steve Round        | Engeland      |
| Assistent-coach | Albert Stuivenberg | Nederland     |
| Keeperstrainer  | Iñaki Caña         | Spanje        |

## Transfers

### Zomer
| Naam                 | Nationaliteit    | Van/naar              | Prijs         |
| -------------------- | ---------------- | --------------------- | ------------- |
| Inkomend             |                  |                       |               |
| Gabriel Martinelli   | Brazilië         | Ituano FC             | € 6.700.000   |
| William Saliba       | Frankrijk        | AS Saint-Étienne      | € 30.000.000  |
| Nicolas Pépé         | Ivoorkust        | Lille OSC             | € 80.000.000  |
| Kieran Tierney       | Schotland        | Celtic FC             | € 27.000.000  |
| David Luiz           | Brazilië         | Chelsea FC            | € 8.700.000   |
| TOTAAL UITGAVEN:     | TOTAAL UITGAVEN: | TOTAAL UITGAVEN:      | € 152.400.000 |
| Uitgaand             |                  |                       |               |
| Aaron Ramsey         | Wales            | Juventus FC           | transfervrij  |
| Danny Welbeck        | Engeland         | Watford FC            | transfervrij  |
| Petr Čech            | Tsjechië         | Einde carrière        | transfervrij  |
| Stephan Lichtsteiner | Zwitserland      | FC Augsburg           | transfervrij  |
| David Ospina         | Colombia         | SSC Napoli            | € 3.500.000   |
| Xavier Amaechi       | Engeland         | Hamburger SV          | 2.500.000     |
| Takuma Asano         | Japan            | FK Partizan           | € 1.000.000   |
| Krystian Bielik      | Polen            | Derby County FC       | € 8.200.000   |
| Laurent Koscielny    | Frankrijk        | Girondins de Bordeaux | € 5.000.000   |
| Carl Jenkinson       | Engeland         | Nottingham Forest FC  | € 2.000.000   |
| Alex Iwobi           | Nigeria          | Everton FC            | € 30.500.000  |
| Nacho Monreal        | Spanje           | Real Sociedad         | € 250.000     |
| TOTAAL INKOMEN:      | TOTAAL INKOMEN:  | TOTAAL INKOMEN:       | € 52.950.000  |

### Gehuurde spelers
| Naam          | Nationaliteit | Club           | Begin huur   | Einde huur |
| ------------- | ------------- | -------------- | ------------ | ---------- |
| Dani Ceballos | Spanje        | Real Madrid    | zomer 2019   | zomer 2020 |
| Pablo Marí    | Spanje        | CR Flamengo    | januari 2020 | zomer 2020 |
| Cédric Soares | Portugal      | Southampton FC | januari 2020 | zomer 2020 |

### Verhuurde spelers
| Naam                    | Nationaliteit | Club                 | Begin huur  | Einde huur   |
| ----------------------- | ------------- | -------------------- | ----------- | ------------ |
| William Saliba          | Frankrijk     | AS Saint-Étienne     | zomer 2019  | zomer 2020   |
| Eddie Nketiah           | Engeland      | Leeds United         | zomer 2019  | januari 2020 |
| Mohamed Elneny          | Egypte        | Beşiktaş JK          | zomer 2019  | zomer 2020   |
| Henrich Mchitarjan      | Armenië       | AS Roma              | zomer 2019  | zomer 2020   |
| Konstantinos Mavropanos | Griekenland   | 1. FC Nürnberg       | winter 2020 | zomer 2020   |
| Emile Smith Rowe        | Engeland      | Huddersfield Town FC | winter 2020 | zomer 2020   |

## Uitrustingen
Shirtsponsor(s): Fly Emirates

Sportmerk: adidas
| Thuis | Uit | Alternatief |

## Wedstrijden

### Premier League
| #                                             | Datum      | Thuis/Uit | Tegenstander            | Score | Doelpuntenmaker(s) Arsenal        |
| --------------------------------------------- | ---------- | --------- | ----------------------- | ----- | --------------------------------- |
| 1                                             | 11-08-2019 | Uit       | Newcastle United        | 0-1   | Aubameyang                        |
| 2                                             | 17-08-2019 | Thuis     | Burnley                 | 2-1   | Lacazette, Aubameyang             |
| 3                                             | 24-08-2019 | Uit       | Liverpool               | 3-1   | Torreira                          |
| 4                                             | 01-09-2019 | Thuis     | Tottenham Hotspur       | 2-2   | Lacazette, Aubameyang             |
| 5                                             | 15-09-2019 | Uit       | Watford                 | 2-2   | Aubameyang (2x)                   |
| 6                                             | 22-09-2019 | Thuis     | Aston Villa             | 3-2   | Pepe, Chambers, Aubameyang        |
| 7                                             | 30-09-2019 | Uit       | Manchester United       | 1-1   | Aubameyang                        |
| 8                                             | 06-10-2019 | Thuis     | Bournemouth             | 1-0   | Luiz                              |
| 9                                             | 21-10-2019 | Uit       | Sheffield United        | 1-0   |                                   |
| 10                                            | 27-10-2019 | Thuis     | Crystal Palace          | 2-2   | Sokratis, Luiz                    |
| 11                                            | 02-11-2019 | Thuis     | Wolverhampton Wanderers | 1-1   | Aubameyang                        |
| 12                                            | 09-11-2019 | Uit       | Leicester City          | 2-0   |                                   |
| 13                                            | 23-11-2019 | Thuis     | Southampton             | 2-2   | Lacazette (2x)                    |
| 14                                            | 01-12-2019 | Uit       | Norwich City            | 2-2   | Aubameyang (2x)                   |
| 15                                            | 05-12-2019 | Thuis     | Brighton & Hove Albion  | 1-2   | Lacazette                         |
| 16                                            | 09-12-2019 | Uit       | West Ham United         | 1-3   | Martinelli, Pepe, Aubameyang      |
| 17                                            | 15-12-2019 | Thuis     | Manchester City         | 0-3   |                                   |
| 18                                            | 21-12-2019 | Uit       | Everton                 | 0-0   |                                   |
| 19                                            | 26-12-2019 | Uit       | Bournemouth             | 1-1   | Aubameyang                        |
| 20                                            | 29-12-2019 | Thuis     | Chelsea                 | 1-2   | Aubameyang                        |
| 21                                            | 01-01-2020 | Thuis     | Manchester United       | 2-0   | Pepe, Sokratis                    |
| 22                                            | 11-01-2020 | Uit       | Crystal Palace          | 1-1   | Aubameyang                        |
| 23                                            | 18-01-2020 | Thuis     | Sheffield United        | 1-1   | Martinelli                        |
| 24                                            | 21-01-2020 | Uit       | Chelsea                 | 2-2   | Martinelli, Bellerin              |
| 25                                            | 02-02-2020 | Uit       | Burnley                 | 0-0   |                                   |
| 26                                            | 16-02-2020 | Thuis     | Newcastle United        | 4-0   | Aubameyang, Pepe, Özil, Lacazette |
| 27                                            | 23-02-2020 | Thuis     | Everton                 | 3-2   | Nketiah, Aubameyang (2x)          |
| 28                                            | 07-03-2020 | Thuis     | West Ham United         | 1-0   | Lacazette                         |
| Competitie stilgelegd vanwege de coronacrisis |            |           |                         |       |                                   |
| 29                                            | 17-06-2020 | Uit       | Manchester City         | 3-0   |                                   |
| 30                                            | 20-06-2020 | Uit       | Brighton & Hove Albion  | 2-1   | Pepe                              |
| 31                                            | 25-06-2020 | Uit       | Southampton             | 0-2   | Nketiah, Willock                  |
| 32                                            | 01-07-2020 | Thuis     | Norwich City            | 4-0   | Aubameyang (2x), Xhaka, Cedric    |
| 33                                            | 04-07-2020 | Uit       | Wolverhampton Wanderers | 0-2   | Saka, Lacazette                   |
| 34                                            | 07-07-2020 | Thuis     | Leicester City          | 1-1   | Aubameyang                        |
| 35                                            | 12-07-2020 | Uit       | Tottenham Hotspur       | 2-1   | Lacazette                         |
| 36                                            | 15-07-2020 | Thuis     | Liverpool               | 2-1   | Lacazette, Nelson                 |
| 37                                            | 21-07-2020 | Uit       | Aston Villa             | 1-0   |                                   |
| 38                                            | 26-07-2020 | Thuis     | Watford                 | 3-2   | Aubameyang (2x), Tierney          |

### FA Cup
| Ronde        | Datum      | Thuis/Uit | Tegenstander     | Score | Doelpuntenmaker(s) Arsenal |
| ------------ | ---------- | --------- | ---------------- | ----- | -------------------------- |
| Derde ronde  | 06-01-2020 | Thuis     | Leeds United     | 1-0   | Nelson                     |
| Vierde ronde | 27-01-2020 | Uit       | Bournemouth      | 1-2   | Saka, Nketiah              |
| Vijfde ronde | 02-03-2020 | Uit       | Portsmouth       | 0-2   | Sokratis, Nketiah          |
| Kwartfinale  | 28-06-2020 | Uit       | Sheffield United | 1-2   | Pepe, Ceballos             |
| Halve finale | 18-07-2020 | Wembley   | Manchester City  | 2-0   | Aubameyang (2x)            |
| Finale       | 01-08-2020 | Wembley   | Chelsea          | 2-1   | Aubameyang (2x)            |

### League Cup
| Ronde        | Datum      | Thuis/Uit | Tegenstander      | Score     | Doelpuntenmaker(s) Arsenal                         |
| ------------ | ---------- | --------- | ----------------- | --------- | -------------------------------------------------- |
| Derde ronde  | 25-09-2019 | Thuis     | Nottingham Forest | 5-0       | Martinelli (2x), Holding, Willock, Nelson          |
| Vierde ronde | 30-10-2019 | Uit       | Liverpool         | 5-5 (5-4) | Torreira, Martinelli (2x), Maitland-Niles, Willock |

### Europa League

#### Groepsfase
| # | Datum      | Thuis/Uit | Tegenstander        | Score | Doelpuntenmaker(s) Arsenal         |
| - | ---------- | --------- | ------------------- | ----- | ---------------------------------- |
| 1 | 19-09-2019 | Uit       | Eintracht Frankfurt | 0-3   | Willock, Saka, Aubameyang          |
| 2 | 03-10-2019 | Thuis     | Standard Luik       | 4-0   | Martinelli (2x), Willock, Ceballos |
| 3 | 24-10-2019 | Thuis     | Vitória SC          | 3-2   | Martinelli, Pepe (2x)              |
| 4 | 06-11-2019 | Uit       | Vitória SC          | 1-1   | Mustafi                            |
| 5 | 28-11-2019 | Thuis     | Eintracht Frankfurt | 1-2   | Aubameyang                         |
| 6 | 12-12-2019 | Uit       | Standard Luik       | 2-2   | Lacazette, Saka                    |

#### Knock-outfase
| Ronde                | Datum      | Thuis/Uit | Tegenstander       | Score      | Doelpuntenmaker(s) Arsenal |
| -------------------- | ---------- | --------- | ------------------ | ---------- | -------------------------- |
| 1/16e finale (heen)  | 20-02-2020 | Uit       | Olympiakos Piraeus | 0-1        | Lacazette                  |
| 1/16e finale (terug) | 27-02-2020 | Thuis     | Olympiakos Piraeus | 1-2 (n.v.) | Aubameyang                 |

1992/93 · 1993/94 · 1994/95 · 1995/96 · 1996/97 · 1997/98 · 1998/99 · 1999/2000 · 2000/01 · 2001/02 · 2002/03 · 2003/04 · 2004/05 · 2005/06 · 2006/07 · 2007/08 · 2008/09 · 2009/10 · 2010/11 · 2011/12 · 2012/13 · 2013/14 · 2014/15 · 2015/16 · 2016/17 · 2017/18 · 2018/19 · 2019/20 · 2020/21 · 2021/22 · 2022/23 · 2023/24 · 2024/25